# Троицкая церковь (Новые Млины)
Троицкая церковь — православный храм и памятник архитектуры местного значения в Новых Млинах.

## История
Решением исполкома Черниговского областного совета народных депутатов от 28.04.1987 № 119 присвоен статус памятник архитектуры местного значения с охранным № 43-Чг под названием Троицкая церковь. Установлена информационная доска.

## Описание
Троицкая церковь — редкий на Черниговщине пример классического тетраконха, другая в таких формах Троицкая церковь построена в 1765 году в Носовке. Построена в 1800 году в стиле барокко, и затем в XIX веке приобрела черты классицизма.
Каменный, крестообразный в плане, классического тетраконхового типа — центрический храм с четырёхлепестковым планом: к квадратному внутреннему подкупольному помещению примыкают четыре экседры во всю его высоту — то есть без выраженного во внешних формах объёма четверика (подкупольного помещения). Над основным объёмом возвышается восьмигранная башня (восьмерик) под полусферическим куполом и глухим фонариком. Окна расположены в полукруглых нишах. Храм украшен декором, в частности карнизами и пилястрами, восьмигранная башня расчленена пилястрами. В середине XIX века были пристроены две ризницы (к северной и западной экседрам) и тамбуры. Вход с колонным портиком, увенчанным треугольным фронтоном. Территория храма ограждена.